# Kapuzinerkloster Vézelise
Das Kapuzinerkloster Vézelise in Vézelise im Bistum Nancy in Frankreich war von 1632 bis 1906 Aufenthaltsort verschiedener römisch-katholischer Kongregationen.

## Geschichte
Von 1632 bis zur Auflösung durch die Französische Revolution 1791 war das 1583 von einem reichen Adeligen (20 Kilometer südlich Nancy) gestiftete Kloster Vézelise durch Kapuziner besiedelt. Ein Schulorden, die Frères de la doctrine chrétienne de Nancy, folgte von 1822 bis 1868 nach. Als 1874 die neue Schweizer Bundesverfassung verfügte, dass aufgehobene klösterliche Gemeinschaften in der Schweiz nicht länger leben dürfen, mussten die Zisterzienserinnen des Klosters Rathausen, die seit 1848 an verschiedenen Schweizer Orten als Gemeinschaft überlebt hatten, das Land verlassen und gingen nach Vézelise, wo sie mit Stickerei und Landwirtschaft ihren Unterhalt bestritten. Nach 30 Jahren Aufenthalt wurden sie 1902 durch die religionsfeindliche Dritte Republik neuerlich vertrieben und gründeten in Bayern das Kloster Thyrnau, das noch heute besteht. In Vézelise erinnern die Straßen Montée des Capucins und Chemin des Capucins an das einstige Kloster.